# Johan Vest
Johan Vilhelm Filip Vest (14. april 1893 i Kornerup – 18. august 1966) var en dansk søofficer, hofmarskal og kammerherre.

## Biografi
Han var søn af sognepræst K.T. Vest (død 1925) og hustru Thyra f. Jensen (død 1922), blev sekondløjtnant 1914, premierløjtnant 1915, kaptajnløjtnant 1923, kaptajn 1928 og orlogskaptajn 1932. Vest var orlogskaptajn i reserven fra 1937, kommandørkaptajn i reserven fra samme år og blev adjudant hos H.K.H. kronprinsen 1932, hofchef hos D.K.H. kronprinsen og kronprinsessen 1937 og hofmarskal hos D.M. kongen og dronningen fra 1947 til 1964.
Johan Vest havde flere udkommandoer som chef for torpedobåde; sejlede som 1. styrmand i koffardifart 1922 og var til assistance for Orlogsværftet som tilsynshavende officer ved Marinens nybygninger 1928-35.
Johan Vest fik Storkorset i diamanter af Dannebrogordenen, Dannebrogsmand og var dekoreret med en lang række ordener. Han var medlem af bestyrelsen for Dampskibsselskabet Norden fra 1938, for Dyva & Jeppesens Bogtrykkeri A/S 1941, for Philips Radio A/S 1950 og for A/S Helsingør Skibsværft og Maskinbyggeri 1950 samt af tilsynsrådet for Sparekassen for Kjøbenhavn og Omegn 1954 og medlem af direktionen for Det Kongelige Vajsenhus 1955.

## Ægteskab og børn
Vest blev gift 7. juli 1917 med Frida Elisabeth Westermann (2. februar 1897 på Frederiksberg - ?), datter af professor A.M.T. Westermann og hustru Henriette Jacobina f. Petersen.